# Mouflon de Chypre
Ovis aries ophion · Mouflon Chypriote
Sous-espèce
Synonymes
- Ovis ophion[2]
- Ovis orientalis ophion Blyth, 1841 (préféré par BioLib)[2]

Le Mouflon de Chypre (Ovis aries ophion), ou Mouflon Chypriote, est une sous-espèce de mouflons endémique de l'île de Chypre. Elle est parfois regroupée, selon les auteurs, sous le terme plus générique de Mouflon méditerranéen. On trouve cette sous-espèce notamment dans les monts Troodos, incluant la Forêt domaniale de Pafos.
Deux mouflons sont représentés sur les pièces chypriotes de 5 centimes, 2 centimes et 1 centime.